# Trường Đại học VinUni
Trường Đại học VinUni (tiếng Anh: VinUniversity) là một trường đại học tư thục phi lợi nhuận tại Hà Nội, Việt Nam. Trường đã được Thủ tướng Chính phủ Nguyễn Xuân Phúc phê duyệt quyết định thành lập vào ngày 17 tháng 12 năm 2019 với tổng đầu tư lên tới 6.500 tỉ đồng từ Tập đoàn Vingroup.
Theo lãnh đạo Tập đoàn Vingroup, mục tiêu của VinUni là trở thành 1 trong 50 trường đại học trẻ hàng đầu thế giới vào năm 2049. Khi thành lập, Trường Đại học VinUni đã có hợp tác với hai trường là Đại học Cornell và Đại học Pennsylvania trong việc quản trị, phát triển chương trình cho đến tuyển dụng, tuyển sinh và kiểm định chất lượng. Khóa đầu tiên của VinUni tốt nghiệp vào tháng 6 năm 2024 với 145 sinh viên.

## Lịch sử hình thành
Tháng 4 năm 2018, dự án trường Đại học VinUni đã ký kết thỏa thuận hợp tác chiến lược với Đại học Cornell và Đại học Pennsylvania (đây là hai trường thuộc nhóm Ivy League).
Sáng ngày 14 tháng 11 năm 2018, Tập đoàn Vingroup đã chính thức xây dựng dự án trường Đại học VinUni.
Ngày 17 tháng 12 năm 2019, Thủ tướng Chính phủ đã chính thức phê duyệt quyết định thành lập Trường Đại học VinUni, với quy mô năm đầu tiên dự kiến là 300 sinh viên. Giáo sư Rohit Verma là Hiệu trưởng đầu tiên của VinUni sau khi có quyết định của Thủ tướng Chính phủ về việc thành lập trường.
Sau 14 tháng triển khai, VinUni đã hoàn thiện trên tổng diện tích 23 ha, hệ thống cơ sở vật chất được xây dựng theo các tiêu chuẩn QS năm sao của tổ chức kiểm định giáo dục Quacquarelli Symonds.
Sáng ngày 15 tháng 1 năm 2020, Vingroup khánh thành trường Đại học VinUni, nằm trong khu đô thị Vinhomes Ocean Park với tổng đầu tư 6.500 tỷ đồng, riêng chi phí xây dựng 3.500 tỷ đồng.
Trong những giai đoạn đầu, trường tập trung vào ba ngành chính bao gồm: kinh doanh quản trị, khoa học sức khỏe, kỹ thuật và khoa học máy tính. Trong đó có tám ngành học cụ thể gồm: quản trị khách sạn, quản trị kinh doanh, quản trị bất động sản, kỹ thuật điện, kỹ thuật cơ khí, kỹ thuật máy tính, bác sĩ y khoa, cử nhân điều dưỡng.